# Sophia von Raabs
Sophia von Raabs (* im 12. Jahrhundert; † um 1218) war eine mittelalterliche Adelige, die mit dem Burggrafen Friedrich I. von Nürnberg verheiratet war und aus der Familie der Grafen von Raabs stammte. Sie war die Erbtochter des Nürnberger Burggrafen Konrad II. von Raabs, mit dessen Tod die männliche Linie des fränkischen Zweigs der Grafen von Raabs erlosch. Zusammen mit ihrem Ehemann begründete Sophia von Raabs die Linie der Fränkischen Zollern.

## Biografie
Sophia war das einzige Kind, das der um 1170 geschlossenen Ehe von Konrad II. mit seiner Frau Hildegard von Abenberg entstammte. Hildegard war die Tochter von Friedrich II. von Abenberg, der der Adelsfamilie der fränkischen Grafen von Abenberg angehört hatte. Als Friedrich II. um das Jahr 1200 ohne männlichen Nachkommen verstarb, erlosch damit das Abenberger Grafengeschlecht und Hildegard trat in die Erbfolge ein, so dass die vor allem um Cadolzburg gelegenen Territorien der Abenberger in den Besitz ihres Ehemannes übergingen. Dessen Urgroßvater Gottfried II. von Raabs war 1113 als erster Burggraf von Nürnberg genannt worden. Als der Vater von Sophia um das Jahr 1190 ebenfalls ohne männliche Nachkommen verstarb, fiel nun ihr das Erbe des fränkischen Zweigs der Raabs zu. Das Burggrafenamt gehörte allerdings nicht zu diesem Erbe, denn dieses fiel als erledigtes Mannlehen nun wieder dem Oberhaupt des Heiligen Römischen Reiches zu. Sophia war damit also weder „Erbburggräfin“ noch die „Erbin der Burggrafschaft“. Da ihr Ehemann sich allerdings stets als ebenso reichstreu erwiesen hatte, wie dies sein Schwiegervater getan hatte, wurde diesem der Burggrafentitel neu verliehen.
Gemeinsam mit ihrem Ehemann begründete Sophia die Linie der Fränkischen Zollern, aus der sich im 15. Jahrhundert das kurfürstlich-brandenburgische Haus Hohenzollern als Tochterlinie herausbildete. Mit der Selbstkrönung von Friedrich III. von Brandenburg erlangte diese Linie 1701 die Königswürde und mit Wilhelm I. die deutsche Kaiserkrone, bis schließlich die jahrhundertelange Herrschaft der Hohenzollern mit der Abdankung von Wilhelm II. 1918 ein Ende fand.
Sophia verstarb um das Jahr 1218.

## Nachkommen
Aus der Ehe mit Friedrich I. gingen zwei Söhne hervor.
- Konrad I. († um 1260/1261), 1218 Burggraf von Nürnberg (Fränkische Linie)
- Friedrich IV. († um 1255), 1200–1218 Burggraf von Nürnberg (Schwäbische Linie)